# Incheon Women's Challenger 2013
L'Incheon Women's Challenger 2013 è stato un torneo di tennis facente parte della categoria ITF Women's Circuit nell'ambito dell'ITF Women's Circuit 2013. Il torneo si è giocato a Incheon in Corea del Sud dal 9 al 15 settembre 2013 su campi in cemento e aveva un montepremi di $25,000.

## Vincitrici

### Singolare
Erika Sema ha battuto in finale  Yurika Sema con il punteggio di 6–3, 6–4

### Doppio
Miki Miyamura /  Akiko Ōmae hanno battuto in finale  Nicha Lertpitaksinchai /  Peangtarn Plipuech con il punteggio di 6–4, 6(6)–7, [11–9]